# Maria Elisabetta Vasa
Maria Elisabeth (Tre Kronor, 10 marzo 1596 – Bråborg, 7 agosto 1618) è stata una duchessa svedese.

## Origine
Figlia del re Karl IX della seconda moglie, Christine von Holstein-Gottorf . Crebbe insieme al fratello Gustaf II Adolf e al cugino Johan , duca di Finlandia, nel contesto culturale e politico della corte svedese della prima metà del Seicento.

## Istruzione
Ricevette un’ottima educazione: a dieci anni intratteneva corrispondenza in latino con i suoi insegnanti. Tuttavia, soffriva di disturbi mentali e convulsioni, patologie tenute nascoste dal padre e dalla corte, che iniziarono a manifestarsi in modo evidente a partire dal 1614 .

## Matrimonio
Nel 1610 venne promessa in sposa a suo cugino Johan, duca d`Östergötland, figlio di Johan III. La cerimonia avvenne il 29 novembre 1612 presso il castello Tre Konor di Stoccolma, ed entrambi si trasferirono a governare il ducato in maniera autonoma .

## Disturbi psichici
Durante l’estate del 1614, la sua condizione peggiorò: soffriva di periodi di follia che le facevano perdere l’uso della parola, e necessitava di frequenti cure dei medici reali .

## Le streghe d`Östergötland
Tra il 1614 e il 1617, sotto l’influenza della duchessa e del confessore Claudius Prytz, il duca promulgò leggi che facilitarono i processi per stregoneria. Ne scaturì una feroce caccia alle streghe, culminata con il processo di Finspång del 1617 , durante il quale sette donne furono giustiziate (alcune fonti parlano di otto) . Secondo la tradizione, furono arse vive a Finspång, con una modalità giudiziaria unica per la Svezia dell’epoca .

## Morte
Dopo essere rimasta vittima del deterioramento psicofisico, Maria Elisabeth rimase vedova nel marzo 1618, morendo pochi mesi dopo, a soli 22 anni, nel castello di Bråborg. Con la sua morte cessò anche la persecuzione delle streghe nel ducato .

## Albero genealogico
|                                       |            |                                   | Genitori                          |  |  | Nonni |  |  | Bisnonni            |  |  | Trisnonni                |  |
|                                       |            |                                   |                                   |  |  |       |  |  | Erik Johansson Vasa |  |  | Johan Kristiernsson Vasa |  |
|                                       |            |                                   |                                   |  |  |       |  |  | Erik Johansson Vasa |  |  | Johan Kristiernsson Vasa |  |
|                                       |            | Birgitta Gustafsdotter Sture      |                                   |  |  |       |  |  | Erik Johansson Vasa |  |  |                          |  |
| Gustaf I                              |            |                                   |                                   |  |  |       |  |  | Erik Johansson Vasa |  |  |                          |  |
|                                       |            | Cecilia Månsdotter Eka            | Måns Karlsson Eka                 |  |  |       |  |  |                     |  |  |                          |  |
|                                       |            | Cecilia Månsdotter Eka            | Måns Karlsson Eka                 |  |  |       |  |  |                     |  |  |                          |  |
|                                       |            | Cecilia Månsdotter Eka            | Sigrid Eskilsdotter Banér         |  |  |       |  |  |                     |  |  |                          |  |
| Karl IX                               |            | Cecilia Månsdotter Eka            |                                   |  |  |       |  |  |                     |  |  |                          |  |
|                                       |            | Erik Abrahamsson Leijonhufvud     | Abraham Kristiernsson Leijonhuvud |  |  |       |  |  |                     |  |  |                          |  |
|                                       |            | Erik Abrahamsson Leijonhufvud     | Abraham Kristiernsson Leijonhuvud |  |  |       |  |  |                     |  |  |                          |  |
|                                       |            | Erik Abrahamsson Leijonhufvud     | Birgitta Månsdotter Natt och Dag  |  |  |       |  |  |                     |  |  |                          |  |
| Margherita Leijonhufvud               |            | Erik Abrahamsson Leijonhufvud     |                                   |  |  |       |  |  |                     |  |  |                          |  |
|                                       |            | Ebba Eriksdotter Vasa             | Erik Karlsson Vasa                |  |  |       |  |  |                     |  |  |                          |  |
|                                       |            | Ebba Eriksdotter Vasa             | Erik Karlsson Vasa                |  |  |       |  |  |                     |  |  |                          |  |
|                                       |            | Ebba Eriksdotter Vasa             | Anna Karlsdotter Vinstorpa        |  |  |       |  |  |                     |  |  |                          |  |
| Maria Elisabeth                       |            | Ebba Eriksdotter Vasa             |                                   |  |  |       |  |  |                     |  |  |                          |  |
|                                       | Frederik I | Christian I                       |                                   |  |  |       |  |  |                     |  |  |                          |  |
|                                       | Frederik I | Christian I                       |                                   |  |  |       |  |  |                     |  |  |                          |  |
|                                       | Frederik I | Dorothea von Brandenburg-Kulmbach |                                   |  |  |       |  |  |                     |  |  |                          |  |
| Adolf I. (Schleswig-Holstein-Gottorf) | Frederik I |                                   |                                   |  |  |       |  |  |                     |  |  |                          |  |
|                                       |            | Sophia von Pommern († 1568)       | Bogislaw X. (Pommern)             |  |  |       |  |  |                     |  |  |                          |  |
|                                       |            | Sophia von Pommern († 1568)       | Bogislaw X. (Pommern)             |  |  |       |  |  |                     |  |  |                          |  |
|                                       |            | Sophia von Pommern († 1568)       | Anna Jagellona                    |  |  |       |  |  |                     |  |  |                          |  |
| Christine von Holstein-Gottorf        |            | Sophia von Pommern († 1568)       |                                   |  |  |       |  |  |                     |  |  |                          |  |
|                                       |            | Philipp I. (Hessen)               | Wilhelm II. (Hessen)              |  |  |       |  |  |                     |  |  |                          |  |
|                                       |            | Philipp I. (Hessen)               | Wilhelm II. (Hessen)              |  |  |       |  |  |                     |  |  |                          |  |
|                                       |            | Philipp I. (Hessen)               | Anna von Mecklenburg              |  |  |       |  |  |                     |  |  |                          |  |
| Christine von Hessen                  |            | Philipp I. (Hessen)               |                                   |  |  |       |  |  |                     |  |  |                          |  |
|                                       |            | Christina von Sachsen (1505–1549) | Georg der Bärtige                 |  |  |       |  |  |                     |  |  |                          |  |
|                                       |            | Christina von Sachsen (1505–1549) | Georg der Bärtige                 |  |  |       |  |  |                     |  |  |                          |  |
|                                       |            | Christina von Sachsen (1505–1549) | Barbara Jagellona                 |  |  |       |  |  |                     |  |  |                          |  |
|                                       |            | Christina von Sachsen (1505–1549) |                                   |  |  |       |  |  |                     |  |  |                          |  |